# Raiders of Tomahawk Creek
Raiders of Tomahawk Creek è un film del 1950 diretto da Fred F. Sears.
È un western statunitense con Charles Starrett, Smiley Burnette, Edgar Dearing e Kay Buckley. Fa parte della serie di film western della Columbia incentrati sul personaggio di Durango Kid.

## Produzione
Il film, diretto da Fred F. Sears su una sceneggiatura di Barry Shipman e un soggetto di Eric Freiwald e Robert Schaefer, fu prodotto da Colbert Clark per la Columbia Pictures e girato nell'Iverson Ranch a Chatsworth, Los Angeles, California, dal 6 giugno al 13 giugno 1950.

## Distribuzione
Il film fu distribuito negli Stati Uniti dal 1º ottobre 1950 al cinema dalla Columbia Pictures. È stato distribuito anche in Brasile con il titolo O Anel da Traição.

## Promozione
La tagline è: STARRETT AND SMILEY Stalk A Killer Through Treacherous Indian Country!.